# Philaccolilus aterrimus
Philaccolilus aterrimus är en skalbaggsart som beskrevs av Balke, Larson, Hendrich och Konyorah 2000. Philaccolilus aterrimus ingår i släktet Philaccolilus och familjen dykare. Inga underarter finns listade i Catalogue of Life.